# Vusi Mahlasela
Vusi Sidney Mahlasela ka Zwane (* 1965 in Lady Selborne, Pretoria), bekannt als Vusi Mahlasela, ist ein südafrikanischer Sänger, Musiker und Komponist populärer Musik.

## Leben
Seinen Vater hat Vusi Mahlasela nie kennengelernt; da auch seine Mutter Modiegi Anna Mahlasela früh starb, wuchs er bei seinen Großeltern in der südafrikanischen Townshipsiedlung Vlakfontein (heute: Mamelodi) auf, wo er noch heute lebt. Dort kam er schnell in Kontakt mit der afrikanischen Musik und Dichtung: „Ich lernte singen, bevor ich überhaupt sprechen konnte!“ Seine erste Gitarre bastelte er aus einem Ölkanister und bespannte sie mit Saiten aus Angelschnur.
Mit siebzehn Jahren hatte er bereits seine ersten Auftritte hinter sich und begann seine eigenen Songs zu texten und zu komponieren. Später wurde er wesentlich durch die Musik von Philip Thabane und Miriam Makeba und die Dichtung von Lesego Rampolokeng beeinflusst. 1991 veröffentlichte er sein erstes Album When You Come Back, das in Südafrika sofort begeistert aufgenommen wurde. Er schreibt seine Songs selbst, singt und spielt akustische Gitarre und Perkussion.
Seit früher Jugend politisch gegen das Apartheid-Regime engagiert, wurde er 1994 eingeladen, bei der Amtseinführung von Nelson Mandela aufzutreten. Im selben Jahr veröffentlichte er sein zweites Album The Wisdom of Forgiveness, das bereits im programmatischen Titel seine Unterstützung für Mandelas Aussöhnungspolitik zu erkennen gibt. Sein drittes Album Silang Mabela (1997) wurde von der South African Musicians' Association mit zwei Preisen ausgezeichnet. Im Jahr 2002 spielt und singt er vier Lieder in dem südafrikanischen Musikfilm Amandla! A Revolution in Four-Part-Harmony.
Seine Musik ist eingängig, nicht-aggressiv, aber nie seicht, und bedient sich der typischen afrikanischen Rhythmik und Harmonik mit jazzigen Anklängen. In seinen sanften Liedern spricht er soziale Probleme seines Landes an und setzt sich für Versöhnung ein. Nadine Gordimer nannte ihn einen „nationalen Schatz“.
Inzwischen (2008) hat Vusi Mahlasela acht Alben veröffentlicht und Tourneen in den USA, Kanada und Großbritannien durchgeführt. Sein letztes Querschnittsalbum Vusi Mahlasela: The Voice (2003) wurde international vertrieben, in Deutschland jedoch mangels Nachfrage wieder aus dem Vertrieb genommen und ist nur über Internetversender erhältlich.
Mahlasela wurde von Nelson Mandela persönlich als Botschafter für dessen 46664-Anti-AIDS-Kampagne gewonnen, für die er unter anderem in seinen Konzerten und auf seiner Website wirbt und Spenden sammelt. 2013 wurde Mahlasela mit dem südafrikanischen Order of Ikhamanga in Bronze ausgezeichnet.

## Zitat
If you are bitter you are like a dry leaf that you can just squash and you can get blown away by the wind. There is much more wisdom in forgiveness.

„Wenn du verbittert bist, bist du wie ein trockenes Blatt, das man einfach zerdrücken könnte, und du kannst vom Wind fortgeweht werden. Es liegt viel mehr Weisheit in der Vergebung.“

## Diskografie
- When You Come Back (1991)
- The Wisdom of Forgiveness (1994)
- Silang Mabele (1997)
- Miyela Afrika (2000)
- Jungle of Questions (2002)
- Vusi Mahlasela: The Voice Sammelalbum (2003)
- Amandla! Original Soundtrack – 4 Lieder (2003)
- Naledi Ya Tsela (2006)
- Guiding Star (2007)
- Say Africa (2011)

## Filme
- Amandla! (2002) (als Musiker)
- Tsotsi (2005) (als Komponist von Filmmusik)